# Annonville
Annonville is een gemeente in het Franse departement Haute-Marne (regio Grand Est) en telt 31 inwoners (2009). De plaats maakt deel uit van het arrondissement Saint-Dizier.

## Geografie
De oppervlakte van Annonville bedraagt 6,6 km², de bevolkingsdichtheid is dus 4,7 inwoners per km².

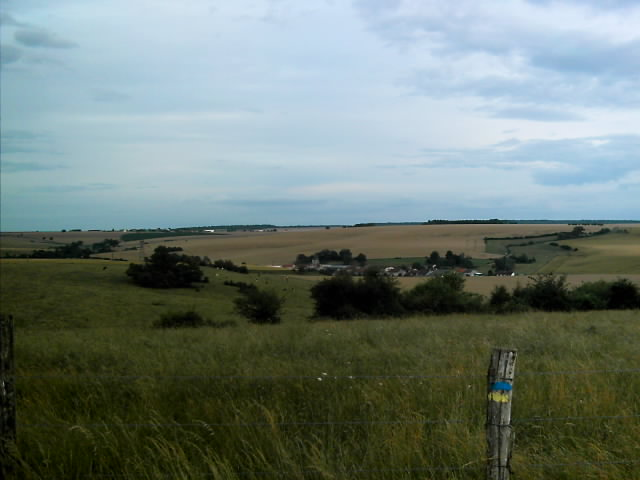
Panorama van het dorp, genomen vanuit het noorden.

De onderstaande kaart toont de ligging van Annonville met de belangrijkste infrastructuur en aangrenzende gemeenten.

## Demografie
Onderstaande figuur toont het verloop van het inwonertal (bron: INSEE-tellingen).